# Jennifer Saunders
Jennifer Saunders, celým jménem Jennifer Jane Saunders (* 6. července 1958 Lincolnshire, Anglie, Spojené království) je britská herečka, scenáristka a zpěvačka.